# Sainte-Brigitte
Sainte-Brigitte (bretonisch: Berc’hed) ist eine französische Gemeinde mit 178 Einwohnern (Stand 1. Januar 2022) im Département Morbihan in der Region Bretagne. Sie gehört zum Gemeindeverband Pontivy Communauté.

## Geographie

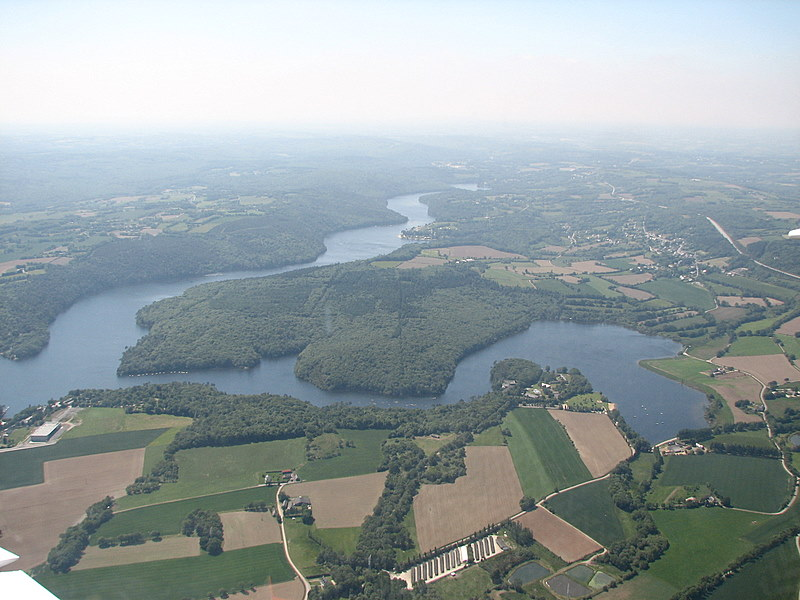
Lac de Guerlédan

Sainte-Brigitte liegt im Norden des Départements Morbihan an der Grenze zum Département Côtes-d’Armor.
Nachbargemeinden sind Saint-Gelven im Norden, Saint-Aignan im Osten, Silfiac im Süden und Südwesten sowie Bon Repos sur Blavet im Nordwesten.
Der Ort liegt etwas abseits von Straßen für den überregionalen Verkehr. Die wichtigste Straßenverbindung ist die RN 164, die wenige Kilometer entfernt im Norden vorbeiführt. 
Das bedeutendste Gewässer ist der Stausee Lac de Guerlédan im Norden der Gemeinde. Zudem gibt es zahlreiche Teiche auf dem Gemeindegebiet. Die Größten darunter sind Étang des Salles und Étang du Fourneau. Weitere wichtige Gewässer sind der Fluss Blavet sowie die Bäche Les Forges und Pont Thomas. Diese bilden gleichzeitig teilweise die Gemeinde- und Départementgrenze. Ein nicht unbedeutender Teil des Gemeindeareals ist vom Wald Forêt de Quénécan bedeckt.

## Geschichte
Die Gemeinde gehörte zur bretonischen Region Bro Gwened (frz. Vannetais) und innerhalb dieser Region zum Gebiet Kost ar C’hoad (frz. ebenso) und teilte dessen Geschichte.

## Bevölkerungsentwicklung
| Jahr      | 1962 | 1968 | 1975 | 1982 | 1990 | 1999 | 2006 | 2019 |
| Einwohner | 320  | 237  | 195  | 186  | 141  | 166  | 162  | 179  |

## Sehenswürdigkeiten
- Kirche Sainte-Brigitte aus dem 15. und 19. Jahrhundert
- Kapelle Saint-Joseph in Gouvello aus dem Jahr 1958
- Industriedenkmal Forges des Salles:
  - Herrenhaus Le Maître des Forges (auch Château des Forges) aus dem 18. Jahrhundert
  - Hochofen aus dem Jahr 1816
  - Arbeiterunterkünfte aus dem 19. Jahrhundert
  - Kapelle aus dem 19. Jahrhundert

Quelle: